# (500526) 2012 TW308
(500526) 2012 TW308 es un asteroide perteneciente al cinturón de asteroides, descubierto el 20 de septiembre de 2001 por el equipo del Lincoln Near-Earth Asteroid Research desde el Laboratorio Lincoln, Socorro, Nuevo México, Estados Unidos.

## Designación y nombre
Designado provisionalmente como 2012 TW308.

## Características orbitales
2012 TW308 está situado a una distancia media del Sol de 3,077 ua, pudiendo alejarse hasta 3,592 ua y acercarse hasta 2,562 ua. Su excentricidad es 0,167 y la inclinación orbital 5,612 grados. Emplea 1971,90 días en completar una órbita alrededor del Sol.

## Características físicas
La magnitud absoluta de 2012 TW308 es 16,4. 